# 大河内一雄
大河内一雄（おおこうち かずお、1928年（昭和3年）10月8日 - 2007年（平成19年）10月10日）は、日本の医学者、ウイルス学者 血清学者。九州大学名誉教授。
専門は輸血による感染症。

## 概要
1963年にバルーク・サミュエル・ブランバーグが発見したオーストラリア抗原を肝炎患者の血液から分離し、B型肝炎ウイルスの発見につながった。この研究は輸血によるB型ウイルス性肝炎感染防止に応用され、輸血の安全性を高めることに大きく貢献した。その後も成人T細胞白血病ウイルスや、エイズウイルスの輸血による感染の研究に尽力した。

## 経歴
- 千葉県市原市生まれ
- 1945年 千葉県立千葉中学校卒業
- 1945年 海軍兵学校
- 1948年 武蔵高等学校卒業
- 1953年 東京大学医学部卒業
- 1965年 東京大学医学部講師
- 1972年 九州大学医学部教授
- 2007年10月10日 すい臓がんのため自宅で死去。享年79歳。

## 受賞歴
- 1973年 野口英世記念医学賞[1]
- 2002年 村上記念賞[2]